# Aliz schleswig-holstein-sonderburg-glücksburgi hercegnő
Aliz schleswig-holstein-sonderburg-glücksburgi hercegnő (németül: Adelheid Luise; Grünholz, 1889. október 19. – Salzburg, 1964. június 11.) Karolina Matild schleswig-holstein-sonderburg-glücksburgi hercegnő és Frigyes Ferdinánd schleswig-holsteini herceg lánya. 1914-ben házasodott össze Frigyes solms-baruthi koronaherceggel. Öt gyermekük született. Frigyes édesapja 1920-ban elhunyt, így ő lett a ház feje. A herceg 1951-ben hunyt el a korábbi német gyarmaton, Namíbiában, felesége 1964-ben hunyt el Ausztriában.